# Bernhard Rebmann
Bernhard Rebmann (* 21. September 1941 in Böblingen, Baden-Württemberg) ist ein deutscher Maler, Grafiker und Designer. Er gehört zu den Künstlern der klassischen Moderne mit einem Themenbereich von der akademischen Landschaftsmalerei bis zu surrealistischen Sujets. Inspiriert haben ihn die Neue Sachlichkeit der 1920er Jahre sowie der Phantastische Realismus. So entstand sein malerisches Hauptwerk der „Psycho Art“.

## Biografie

### Kindheit und Jugend
Bernhard Rebmann wurde als Sohn des Maschinenschlossers Otto Rebmann und seiner Frau Karoline, geborene Schöck, 1941 geboren. Er wuchs mit seinem älteren Bruder Otto bei der Mutter auf. Der Vater hatte in der Weimarer Republik als Soldat im Hunderttausend-Mann-Heer der Garnison Tübingen gedient. Nach Übernahme durch die Wehrmacht war er an der West- und Ostfront eingesetzt. Am 3. August 1943 kam er als Leutnant der Wehrmacht im Kampf um die zentralrussische Stadt Orjol ums Leben. In der Nachkriegsnot schuf die Mutter als Trümmerfrau und Heimarbeiterin den Kindern Zukunftschancen. Bereits als 12-jähriger Schüler ging er in den Ateliers von Fritz Steisslinger (Dozent an der Akademie der bildenden Künste in Stuttgart) und dem ortsansässigen Hamburger Maler Hermann Höhne ein und aus. Bei ihnen erlernte er „perspektivisches Zeichnen sowie das Sehen nach der Natur“. Von da an war ein künstlerischer Beruf sein Ziel. Bereits in der Schulzeit nutzte er sein Talent und zeichnete „sämtliche Schulkameraden, die man alle erkennt“. Hinzu kamen großformatige Theaterkulissen.

### Kunstakademie und Praxis
Seine Künstlerlaufbahn begann Rebmann 1957 mit einer Lehre als Lithograf in der führenden „Kunstanstalt Schuler“ in Stuttgart. 1959 folgte die Aufnahme in die Grafikklasse der Höheren Graphischen Fachschule Stuttgart unter Leitung von Leo Schobinger und Albrecht Appelhans. 1961 absolvierte er an der Freien Hochschule Stuttgart als Graphikdesigner. Zur gleichen Zeit war Rebmann Mitglied der Zeichenklasse von Gunter Böhmer an der Staatlichen Akademie der Bildenden Künste Stuttgart. Als Duzfreund von Hermann Hesse weckte dieser Rebmanns Interesse an diesem Schriftsteller. Von 1960 bis 1964 war Rebmann Malschüler von Alfred Lehmann, einem Mitglied der Stuttgarter Sezession.
Nach dem Studium nutzte Rebmann von 1962 bis 1966 seine Kenntnisse in der Praxis bei der Werbeabteilung der IBM Deutschland. 1967 startete er eine eigene Werbeagentur. Das Corporate Identity von Weltfirmen wie Mercedes, IBM, Steiff, Dinkellacker, Ritter Sport und anderen wurde ihm anvertraut. Er wurde mit drei ersten Preisen im internationalen und nationalen Wettbewerb ausgezeichnet. 2010 gab Rebmann die Agentur auf und widmete sich wieder verstärkt der Malerei.
Bernhard Rebmann war seit 1977 verheiratet mit der Pädagogin Elisabeth Limberger, Tochter eines Regierungsdirektors aus Stockach. Sie verstarb am 3. August 2018. Die Ehe blieb kinderlos.

### Studienreisen und Künstler-Freunde
Bernhard Rebmann unternahm Studienreisen zu verschiedenen Orten der Weltkulturen. In den Jahren 1967 bis 1970 besuchte er Frankreich. Es folgten Italien mit Venedig, Rom, Neapel, Brindisi und Palermo sowie Griechenland mit Peloponnes, Athen, Saloniki und die Insel Lesbos. Einige Zeit später bewegte er sich wieder auf den Spuren der die europäische Kunst und Kultur beeinflussenden Antike. Er nahm an einer Grabungskampagne an der Akropolis von Pergamon unter Leitung des Archäologen Rudolf Naumann vom Abteilung Istanbul des Deutschen Archäologischen Instituts teil.
Künstler-Freundschaften gehören zu allen Schaffensperioden Rebmanns. Ab 1971 pflegte er grenzüberschreitende Kontakte mit Rudolf Hausner, der wie Ernst Fuchs zu den Prominentesten der Wiener Schule des Phantastischen Realismus gehörte. Er wurde Meisterschüler von Hausner. Diese Kontakte hielten lebenslang wie der „rege Dialog“ mit Ernst Jünger und dem Fernseh-Journalisten Thilo Koch. Beide seien für ihn „ganz wichtige Zeitzeugen des 20. Jahrhunderts gewesen“. Zu seinen Freunden gehört u. a. auch der Schriftsteller Friedrich Tübergen.

## Malerisches Werk
Für sein malerisches Hauptwerk hat Rebmann die Bezeichnung geprägt: „Psycho Art“. Er sagt: „Meine malerischen Psychogramme zeigen das Für- und Gegeneinander menschlicher Individuen. Ich reflektiere das soziale Verhalten meiner Zeitgenossen“.
So entstehen repräsentative Gemälde mit surrealistischen und phantastischen Bildelementen, die sowohl die Phantasie als auch das Erkennen anregen. Die vom Künstler gewählten Titel weisen auf bewusste und unbewusste Sachverhalte hin, wie der farbige Psycho-Art-Zyklus von fünf Gemälden: 1. Zwiespalt der Gefühle, 2. Seelenfahrt danach ...., 3. Wer Wind sät..., 4. Entfernte Verwandte, 5. Erwachende Begierde. Der Künstler sagt: „Meine Malerei nenne ich Psycho Art und ich ordne sie in den Phanastischen Realismus ein“.

## Wirken als Illustrator
In den Jahren von 1975 bis 1990 war Rebmann Illustrator von über 150 Büchern. Die Themen aus dem täglichen Leben von Freizeit, Beruf und Gesellschaft waren zugleich auch für die neuen Medien. Es entwickelte sich ferner eine langjährige Zusammenarbeit mit der Stuttgarter Schriftstellerin Lore Krieg, deren Kurzgeschichten er illustrierte. Eine Besonderheit bildete in den 1980er Jahren das von Rebmann gestaltete Stockacher Narrenbuch. Es wiegt zwölf Kilogramm. Das Buch im Format von 45 × 50 cm beinhaltet 70 Zeichnungen auf Büttenpapier zum Thema „Fasnacht“. Von 1980 bis 2000 Zusammenarbeit mit dem Deike Verlag in Konstanz. Es entstehen hunderte Illustrationen aus dem täglichen Leben für die Weltpresse.

## Ausstellungen (Auswahl)
Ab 1970 war Bernhard Rebmann regelmäßig in Einzel- und Gemeinschaftsausstellungen unter anderem vertreten in Köln, Waiblingen, Böblingen, Stuttgart, Weingarten, Singen, Stockach, Ludwigshafen, Blumberg und Überlingen.
- 2001ff: regelmäßig Kunstausstellungen des IBC in vielen Regionen.
- 2005: „Neue Bilder“, Schloss Salem, Einzelausstellung
- 2002–2013: Einzel- und Gruppenausstellungen in mehreren Städten.
- 2016: „Drei Künstler in der Adler Post“ in Stockach.
- 2017: „Drei Bilder und Drei Geheimnisse“, Museum Europäischer Kunst (Nörvenich)
- 2018 „Meine besten 3“ Bernhard Rebmann und Künstler-Freunde. Im Rathaus der Stadt Stockach[3]
- 2019 "Art im Zollhaus" Ludwigshafen,  Internationaler Bodensee Club e.V.[4]

Bilder von Bernhard Rebmann befinden sich in der Sammlung des privaten Museums Europäischer Kunst in Nörvenich (Collection: „Kunst im Rittersaal“ auf Schloss Nörvenich) und des Fördervereins dieses Museums, der Europäischen Kultur Stiftung (EKS).

## Ehrungen und Mitgliedschaften
Das kulturelle und gemeinnützige Engagement von Rebmann führte u. a. zu folgenden Ehrungen und Mitgliedschaften:
- Mitglied im Verein Hans Kuony zur Pflege der schwäbisch-alemannischen Fastnacht und Förderverein für das Stockacher Narrengericht[5]
- Mitglied im Internationalen Bodensee-Club (IBC) für Kunst und Wissenschaft[6]
- Ehrenmitglied im Künstler-Kreis der Europäischen Kulturstiftung (EKS, Deutschland)[7]